# 川越市立初雁中学校
ル部
- 陸上部
- テニス部
- サッカー部
- 卓球部
- 複式運動部

文化部
- 吹奏楽部
- 美術部
- 科学部
- 複式文化部

## 委員会

### 専門委員会
- 生徒会
- 学級委員会
- 放送委員会
- 環境委員会
- 奉仕委員会
- 保健委員会
- 図書委員会
- 生活安全委員会

### 特別委員会
- 選挙管理委員会
- 予算委員会
- 三送会実行委員会

## 主な行事
- 4月 - 入学式・始業式
- 5月 - 離任式
- 6月 - 体育祭、中間テスト、学校総合体育大会
- 7月 - 期末テスト、終業式
- 7月下旬～8月 - 夏休み
- 9月 - 始業式、新人体育大会
- 10月 - 中間テスト、生徒会選挙、合唱祭
- 11月 - 期末テスト
- 12月 - 終業式
- 12月下旬～1月上旬 - 冬休み
- 1月 - 始業式、私立入試中心日
- 2月 - 公立高校入試、2年生修学旅行、1年生2days（社会体験学習）
- 3月 - 期末テスト、三年生を送る会、卒業式・修了式

## 歴代校長
- 須ヶ間章(2004年 - 2005年)
- 嶋崎拓男(2006年 - 2008年)
- 清水道子(2008年 - 2010年)
- 中島明男(2010年 - )

## 出身有名人
- 三遊亭鳳楽
- 山口泰明
- 市村正親
- 岸優太　(ジャニーズ　king＆prince)